# نساء البساتين
نساء البساتين هي رواية باللغة العربية للروائي التونسي الحبيب السالمي صدرت في 2010 من قبل دار الآداب واختيرت ضمن القائمة القصيرة للجائزة العالمية للرواية العربية في 2012. تحكي الرواية قصة توفيق وهو مهاجر تونسي بفرنسا جاء ليمضي العطلة الصيفية في منزل أخيه إبراهيم في حي البساتين بتونس العاصمة. صدرت في 2012 الطبعة الثانية من الرواية. تُرجمت الرواية للفرنسية بعنوان «ابتسم، أنت في تونس!» عن دار أكتسيد في 2013.

## القصة
تحكي الرواية قصة توفيق، وهو الراوي، وهو مهاجر تونسي يعمل أستاذا للتاريخ والجغرافيا بإحدى ثانويات باريس يأتي ليمضي الإجازة الصيفية في شقة أخيه إبراهيم وزوجته يسرى في أحد العمارات في حي البساتين بتونس العاصمة، ويهيئان له غرفة ابنهما وائل ليبيت فيها طوال مدة إقامته بتونس. ويزورهم أخوهم الثالث بشير مرتين في شقة إبراهيم الذي هو دكتور ويملك مدجنة لتربية الدجاج بباجة وأصبح عضوا بارزا بحزب التجمع الدستوري الديمقراطي. ويأتي في المرة الثانية حاملا معه ثلاثة فراريج. يتجول توفيق صحبة صديق الدراسة نجيب كمّون بأحياء المدينة العتيقة في تونس العاصمة ويذهبان لأحد المواخير هناك حيث يُعجب نجيب بإحدى بائعات الهوى التي تطلب ثمنا غاليا مقابل المضاجعة. يعجب توفيق بنعيمة وهي امرأة مطلقة تعيش وحدها في شقة في نفس العمارة التي يسكن فيها إبراهيم. ويتلصص عدة مرات من نافذة غرفة وائل على نعيمة ويحاول التقرب منها.ويرى في شقتها مرة طفلا صغيرا ومرة رجلا. ثم يقابل توفيق ليلى وهي أخت يسرى وتطلب منه أن يمر عليها في يوم آخر لتصطحبه بسيارتها إلى مكان إقامته. وينتظر توفيق ليلى عند خروجها من العمل وتصطحبه لبيتها أين تقوم بمراودته فيقوم بمضاجعتها. يندم توفيق على فعلته، لكنه عندما يرى أخاه إبراهيم برفقة صديقه المعلم يراودان بائعتي هوى في مقهى فندق الأنترناسيونال ويصطحبانهما إلى عمارة خربة ليضاجعانهما يخف تأنيب ضميره. بعد ذلك يستدعي إبراهيم الشرطة لغرفة نعيمة بتهمة ممارسة الدعارة. ويُقبض على نعيمة. وفي اليوم الأخير قبل سفره، يقابل توفيق نجيبا صدفة بالمقهى التي التقيا فيها سابقا ويذهبان لنفس الماخور أين ضاجع نجيب المرأة التي اُعجب بها. وأخيرا يجهز توفيق نفسه للسفر.

## الشخصيات
- توفيق، وهو الراوي، مهاجر تونسي في باريس يعمل أستاذ تاريخ وجغرافيا بإحدى ثانويات باريس
- إبراهيم، أخ توفيق يعمل موظفا في الشركة التونسية للكهرباء والغاز ويسكن في حي البساتين بتونس العاصمة
- يسرى، زوجة إبراهيم وهي لا تعمل
- ليلى، أخت يسرى وهي موظفة بإحدى الإدارات العمومية التونسية. تسكن بحي البساتين مع زوجها مهدي. أقامت علاقة جنسية مع توفيق
- وائل، ابن إبراهيم وهو طفل صغير
- نعيمة، جارة إبراهيم في العمارة، داهمت الشرطة شقتها بتهمة الدعارة
- نجيب كمون، صديق توفيق وزميله في الدراسة. تقابلا مرتين في مقهى بأحد أحياء المدينة العتيقة بتونس العاصمة.
- كاترين، زوجة توفيق
- نادل في مقهى فندق الأنترناسيونال، طلب من توفيق أن يساعده في الهجرة لفرنسا
- بائعتا هوى، قابلهما الراوي مرة في مقهى فندق الأنترناسيونال ورآهما مرة أخرى في نفس المكان
- المعلم، صديق إبراهيم، ويلعب معه لعب الورق واصطحبا مرة بائعتي هوى من مقهى فندق الأنترناسيونال، وقاما بمضاجعتهما.

## اقتباسات من الرواية
"يعانقني إبراهيم عناقًا طويلًا حارًّا بشدة... أما زوجته يُسرا، فلا تقبلني خلافًا للعادة. تمدّ لي يدها، وهي تتراجع بجذعها للخلف، بل إنها بالكاد تصافحني، ولا أفهم هذا التصرف الغريب إلا عندما ينحني عليَّ إبراهيم ويقول: ـ شوف ... يُسرا تحجبت."
"حجاب من فوق... وسترينغ من تحت." تعليق ساخر من أحد الشخصيات يعكس التناقض بين المظهر الديني والسلوك الشخصي
"ابتسم، فأنت في تونس." عبارة تظهر على ملصق في نهاية الرواية، تحمل دلالة ساخرة عن الواقع السياسي والاجتماعي

"الأشياء من حولي تغرق في العتمة." تعبير عن شعور البطل بالاغتراب والضياع وسط التحولات المتناقضة.

## أسلوب الرواية
تتميّز رواية نساء البساتين للحبيب السالمي بأسلوب سردي واقعي بسيط ومباشر، يعتمد على اللغة اليومية الخالية من التعقيد، مما يُضفي على النص طابعًا حميميًا وقريبًا من القارئ. يستخدم السالمي ضمير المتكلم ليمنح الرواية طابعًا اعترافيًا ، ويُركّز على التفاصيل الدقيقة للحياة اليومية، مما يُعزز من الطابع التوثيقي للسرد. كما يتسم الأسلوب بـالاقتصاد اللغوي والابتعاد عن الزخرفة، مع توظيف الحوار الداخلي والخارجي لكشف التناقضات النفسية والاجتماعية للشخصيات. ويُلاحظ حضور الرمزية الساخرة في بعض العبارات، مثل "ابتسم، أنت في تونس"، التي تعكس نقدًا ضمنيًا للواقع السياسي والاجتماعي. هذا الأسلوب يجعل الرواية أقرب إلى الرصد السوسيولوجي للمجتمع التونسي قبيل الثورة، ويُبرز براعة الكاتب في المزج بين الواقعية النقدية والبُعد التأملي.

## أزياء النساء في الرواية
في رواية نساء البساتين، تُستخدم أزياء النساء كوسيلة سردية تكشف عن التناقضات الاجتماعية والثقافية في المجتمع التونسي قبيل الثورة. تتنوّع ملابس الشخصيات النسائية بين الحجاب الكامل والثياب العصرية المكشوفة، مما يعكس صراعًا داخليًا بين التديّن الظاهري والرغبة في التحرر الفردي. تظهر يُسرا مرتدية الحجاب بعد أن كانت متحررة، بينما ترتدي ليلى ملابس جذابة تعبّر عن تمردها على القيود الاجتماعية، وتُجسّد نعيمة نموذج المرأة التي تُراقب وتُدان بسبب مظهرها. هذا التنوع في الأزياء يُبرز الازدواجية الأخلاقية والتحولات الهوياتية، ويُستخدم كرمز بصري لفهم موقع المرأة بين السلطة الذكورية والنزعة الاستهلاكية، في مجتمع يتأرجح بين الحداثة والتقاليد

## اُنظر أيضا
- روائح ماري كلير
- الجائزة العالمية للرواية العربية

## وصلات خارجية
- نساء البساتين في دار الآداب
- نساء البساتين في جودريدز
- نساء البساتين في موقع الجائزة العالمية للرواية العربية
- نساء البساتين في نيل وفرات
- http://ahdathalusbou.net/index.php?option=com_content&view=article&id=12021:---q--q--&catid=36:2010-09-10-19-43-17&Itemid=62